# Gongylostoma bahamensis
Espèce
Gongylostoma bahamensis est une espèce de petits mollusques gastéropodes terrestres de la famille des Urocoptidae, endémique des Bahamas.

## Systématique
Le nom valide complet (avec auteur) de ce taxon est Gongylostoma bahamensis (L. Pfeiffer, 1861). L'espèce a été initialement décrite dans le genre Cylindrella sous le protonyme Cylindrella bahamensis L. Pfeiffer, 1861.

## Publication originale
- (de + la) L. Pfeiffer, « Beschreibung neuer Landschnecken », Malakozoologische Blätter, Cassel (Theodor Fischer), vol. 7, no 5,‎ janvier 1861, p. 213-217, 231-240, pls. 2-3 (lire en ligne )